# Centro de Lançamento de Satélites de Jiuquan
O Centro de lançamento de satélites de Jiuquan (chinês:  酒泉 卫星 发射 中心; pinyin: Jiǔquán Wèixīng Fāshè Zhōngxīn;) é uma instalação de lançamento de veículos espaciais chinesa localizada no Deserto de Gobi, na Mongólia Interior. Faz parte da cidade aeroespacial Dongfeng. Embora a instalação esteja geograficamente localizada dentro da bandeira de Ejin da liga de Alxa da Mongólia Interior, ela recebeu o nome da cidade mais próxima, Jiuquan, na província de Gansu. O centro de lançamento se estende por ambos os lados do rio Ruo Shui. Alguns dos lançamentos de foguetes mais importantes da China foram efetuados nele.